# Фантастика
Фантастиката е художествен стил в литературата, киното, музиката, изобразителните и други изкуства, който се характеризира със съществената роля на фантастични елементи – тоест елементи, които не се наблюдават в реалния свят около нас, или дори са принципно невъзможни.
Често „фантастика“ и „научна фантастика“ се разбират като взаимозаменяеми понятия. В повечето езици обаче има еквивалент на думата „фантастика“ и научната фантастика, фентъзито, ужасите и другите фантастични жанрове се класифицират като нейни подстилове.

## История
Интересът към Непознатото е генетично заложен в човека от хилядолетия. То играе важна роля в културата. Особено привлекателна за обществото е онази част от Непознатото, която може да определим като Тайнствено (Страшно). Всяка култура има отношение и представи за онова, което се намира извън непоследствения опит. Пример за това е Задгробния живот.

## Подстилове
Разделението по подстилове във фантастиката е до голяма степен условно. Много произведения могат да бъдат причислени към повече от един стил; някои трудно могат да бъдат дефинирани в рамките на официално описаните стилове, или пораждат нов стил сами по себе си.
Един от начините за разграничаване на подстилове е в зависимост от характера на фантастичните елементи.
- Научна фантастика – при нея фантастичните елементи обикновено представляват научни или технически постижения, и действието най-често се развива някъде в бъдещето. Определящо за научната фантастика правило е, че научната фантастика никога не излиза от границите, поставени от науката. Всяка фантастика, противоречаща на науката при нейното написване, се определя като фентъзи или друг фантастичен жанр. Сред по-известните подстилове на научната фантастика са:
  - Космическа фантастика – „най-класическата“ научна фантастика; дълго време е била синоним на научната фантастика изобщо. Събитията в нея се развиват като правило в бъдещето, извън Земята – в Космоса, на други планети, в паралелни вселени.
  - Пътуване във времето – пътешествията с „машина на времето“ или с използване на други теории, обикновено описват възможните логически проблеми, до които могат да доведат.
  - Апокалиптична и пост-апокалиптична фантастика – обрисува бъдещи развития на света по време на или след колосални бедствия, променили начина на живот на човечеството (или оцелелите от него).
  - Утопия – произведения, които обрисуват бъдещето в позитивна светлина.
  - Антиутопия (Дистопия) – произведения, които обрисуват бъдещето в негативна светлина.
  - Алтернативна история – произведения, които описват света, какъвто би изглеждал, ако историята се беше развила по друг начин.
- Фентъзи – фантастичните елементи представляват вид магия. (Съществува теза, че фентъзито е отделен жанр, изцяло различен от фантастиката.)
- Хорър – произведения, в които фантастичните елементи (в класическия случай паранормални явления – вампири, зомбита, зли мистични сили и пр.) предизвикват страх, преследват или враждуват с протагонистите, и т.н.
- Магически реализъм – смесване на реалистичен контекст с магически или фолклорни елементи.

Съществуват и други разделения – например научната фантастика често бива делена на твърда научна фантастика (набляга предимно на техническата идея, съспенса и острия сюжет), и мека научна фантастика (набляга предимно на вътрешния свят на героите, преживяванията им и отношенията им). Киберпънковите произведения най-често (но невинаги) са и антиутопии. И т.н.
От февруари 2011 съществува изцяло българско онлайн списание, посветено на жанра – SciFi.bg.

## Фантастика в литературата

### Автори
Категория: Писатели фантасти

#### Произведения
Категория:Научнофантастични романи

#### Издателски поредици
- Поредица „Библиотека Галактика“
- Поредица „Библиотека „Фантастика“ (изд. Отечество)
- Поредица „Избрана световна фантастика“

## Фантастика в киното
- Категория:Научнофантастични филми
- Категория:Научнофантастични сериали

## Награди
- Списък на награди за научна фантастика